# Utopia (игра)
Utopia (рус. Утопия) — компьютерная игра в жанре стратегия 1981 года, разработанная Доном Даглоу и выпущенная для Intellivision и Mattel Aquarius. Игра часто считается одной из первых игр типа sim, и одним из первых «симуляторов бога». Также указывается, что её появление подготовило почву для стратегий в реальном времени. В июле 2010 года игра была повторно выпущена для сервиса Microsoft Game Room на приставке Xbox 360 и в сервисе Games for Windows Live.

## Игровой процесс
Utopia — это игра для двух игроков без компьютерного противника, хотя играть может и один игрок, для того, чтобы попасть в таблицу достижений, игнорируя при этом другие острова. При запуске игры можно выбрать продолжительность хода (60 секунд по умолчанию) и продолжительность игры (15 ходов по умолчанию). Победителем становится игрок, набравший наибольшее количество очков.
Каждый игрок управляет своим островом, используя дисковый контроллер для перемещения прямоугольного курсора по экрану. Оба игрока тратят золотые слитки на постройку различных зданий на своих островах, строительство рыбацких лодок, торпедных катеров и на финансирование повстанческой деятельности на острове противника. По мере роста населения острова, правитель должен обеспечивать едой своё население и поддерживать хорошее настроение, иначе увеличивается риск восстания, которое уменьшает счет игрока, а иногда и разрушает здания. Игроки получают доход, когда случайно сгенерированные дождевые облака (а иногда и ураганы) проходят над фермами игрока, когда рыболовное судно находится над косяком рыбы, и в конце каждого хода, в зависимости от производительности фабрик и рыболовных судов игрока.
Большая часть ходов состоит из строительства зданий в начале хода, за которым следует постоянное управление рыбацкой лодкой вслед за движением косяка рыб, чтобы поддерживать на максимальном уровне доход от лова рыбы, со случайными перерывами на строительство новых зданий, когда игрок в состоянии позволить его себе. Как вариант, лидирующий игрок может потратить много времени на управление торпедным катером, чтобы попытаться потопить рыбацкую лодку проигрывающего игрока, чтобы уменьшить его доход. Игровые алгоритмы определяют движение дождевых облаков, тропических штормов, ураганов, стай рыб и пиратских кораблей.

## Отзывы
GameSpy включил Utopia в «Зал славы» в 2004 году с комментарием: «Учитывая состояние технологий домашних игровых консолей в 1981 году, Utopia представляет собой удивительно детальный симулятор». GameSpot также включил Utopia в серию «Unsung Heroes: Ground Breaking Games», назвав её «удивительно сложной игрой (которую часто называют „Civilization 0,5“), заложившей фундамент классических симуляторов для PC, таких как Civilization и SimCity.»